# Ciudad de la Cultura (Túnez)

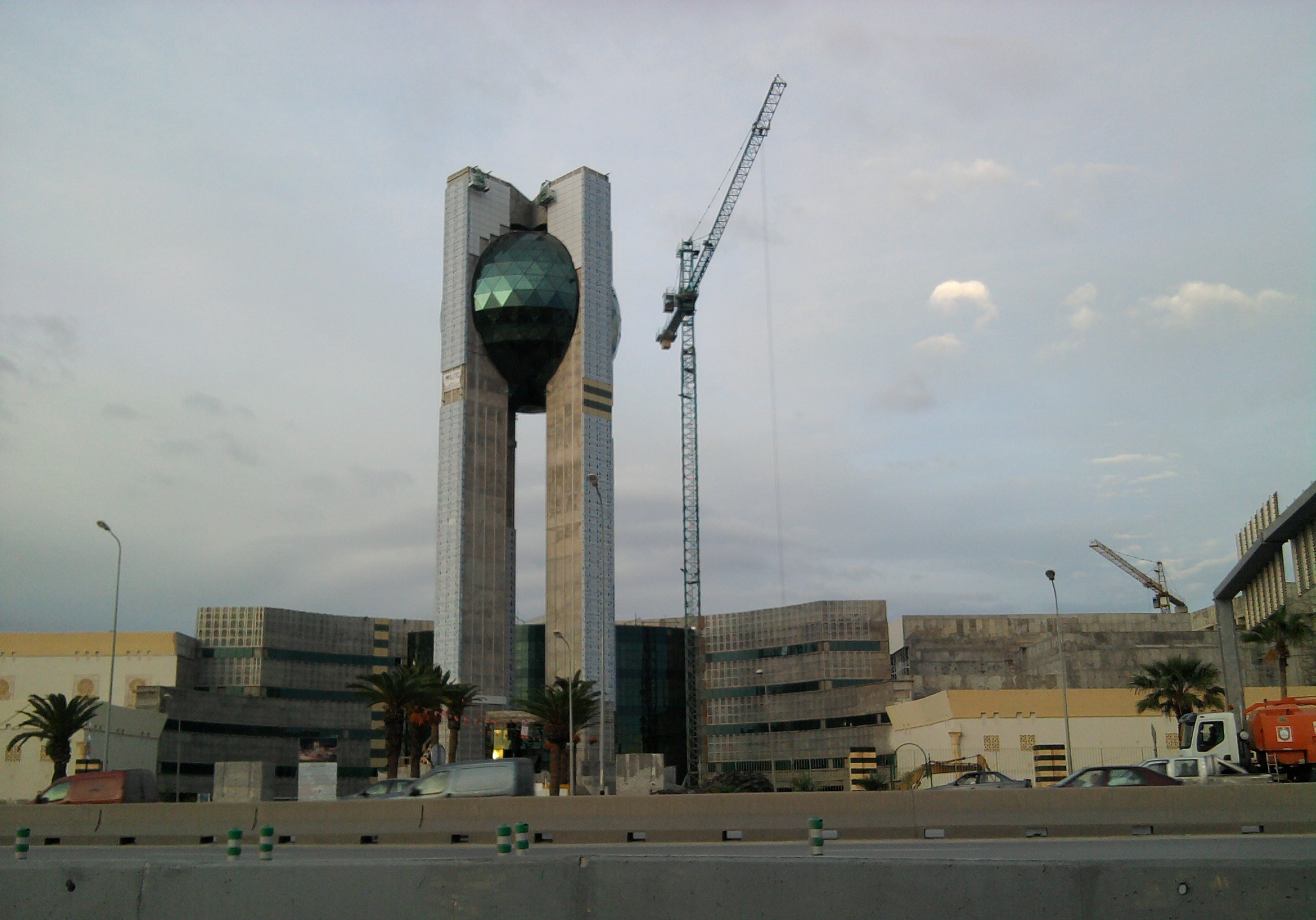
Vista de la Ciudad de la Cultura en 2010.

La Ciudad de la Cultura (en árabe: مدينة الثقافة‎; en francés: Cité de la Culture) es un complejo cultural tunecino de 13 hectáreas situado en pleno centro de la ciudad de Túnez, en el emplazamiento de la antigua Feria Internacional de Túnez en la avenida Mohamed V. Las obras se iniciaron en 2003, pero fueron interrumpidas varias veces. Deberían completarse en 2017.[actualizar]

## Historia
El proyecto de la Ciudad de la Cultura está dirigido por una unidad de gestión por objetivos bajo las competencias del Ministerio de la Cultura.
Para 2011, el proyecto ya había costado 75 millones de dinar, con estimaciones de que serían necesarios entre doce y quince para completarlo. Además de ello, requeriría de un mantenimiento anual de hasta 8 millones de dinares, con hasta 400 empleados. Las obras, interrumpidas por la revolución de 2010-2011, debieron haberse retomado a comienzos de 2014 tras un acuerdo entre el ministerio de Cultura y la constructora para finalizar el proyecto a comienzos de 2015. Sin embargo, el 12 de enero de 2015, se canceló el contrato con la promotora encargada del proyecto por violación de obligaciones contractuales. La construcción se reanudó con motivo de la visita del jefe de gobierno Habib Essid el 27 de marzo de 2016.

## Arquitectura

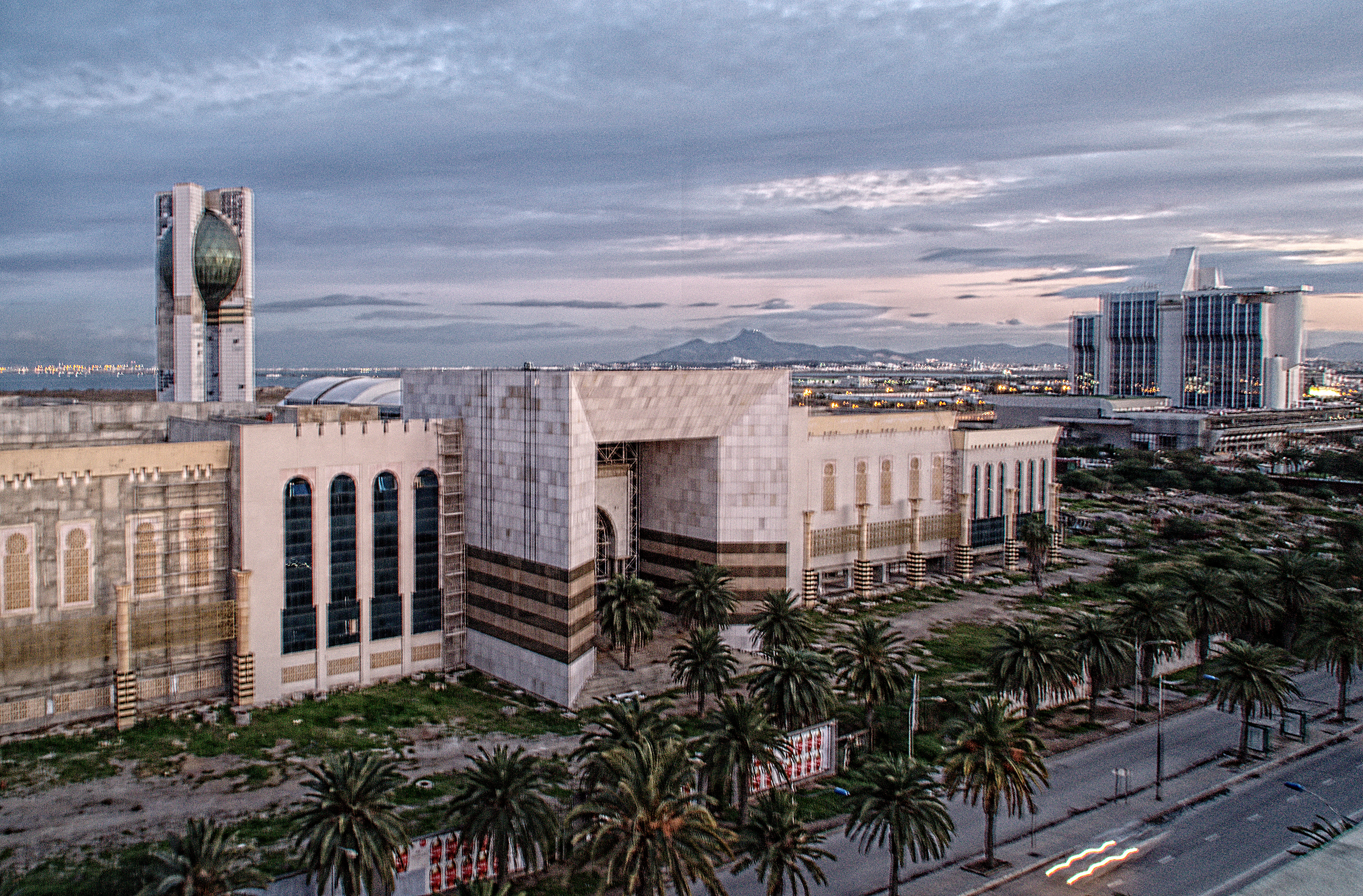
Fachada principal de la Ciudad de la Cultura.

La construcción, calificada por el ministro Azedine Beschaouch de «estaliniana, estéticamente molesta», se basa en un modelo arquitectónico caracterizado por una mezcla entre la modernidad, el uso de estructuras y materiales nuevos y una impronta patrimonial a través de las formas y los colores. Se abre en cuatro caras. La cara oeste contiene la entrada oficial de arquitectura futurista precedida por una geoda de vidrio suspendida sobre columnas de sesenta metros de altura. La cara sur, que da al Parque de los Derechos Humanos, está provista de una puerta típica con colores locales y una arcada de cuarenta metros. La cara este comporta las bóvedas de las particiones que separan los distintos compartimentos de la ciudad. La entrada norte, por último, presenta un diseño que plasma las siete artes mayores.
En el interior, la ciudad deberá estar provista de varios espacios culturales destinados a los espectáculos, entre los cuales una ópera con aforo para 1800 personas,, un museo nacional de artes plásticas modernas y contemporáneas, una filmoteca, un centro nacional del cine y de la imagen y un centro nacional del libro y de la creación, así como un espacio central en atrio, con techo corredizo.